# ドイチェ・フースバルマイスターシャフト1932-1933
ドイチェ・フースバルマイスターシャフト 1932-1933 はドイツ国で開催された第26回目の全国サッカー大会である。フォルトゥナ・デュッセルドルフが初優勝し、1回目のドイチャー・フースバルマイスターの座に就いた。

## 概要
今シーズン途中に国民社会主義ドイツ労働者党が政権を掌握し、ナチス政権による社会変革や強制的同質化は、あっという間にサッカーを飲み込んでいった。国会議事堂放火事件から始まった社会主義者・共産主義者取り締まりの中で、まずドイツ共産党傘下の赤色スポーツ統一闘争共同体が強制解散させられ、指導者が投獄された。ドイツ社会民主党と友好関係にある労働者体操・スポーツ協会も、1933年3月23日SAによって本部を占拠された。
ドイツサッカー協会も影響を受けた。1933年4月28日に帝国体操・スポーツ委員会が創設され、SA隊員ハンス・フォン・チャマー・ウント・オステンが指導者となった。同委員会は第一次世界大戦中に作られた団体、ドイツ帝国体育委員会が自主改名したもので、あらゆるスポーツの運営を一元的に管理し、DFBのような個別競技団体を形骸化させていった。
国民社会主義がスポーツをその支配下に入れ始めると、次に行われたのはスポーツクラブに統一的規則を強制することであった。最も遵守すべき規則は二点、指導者原理の導入とユダヤ系会員の除名である。だが後者に関しては、政府の命令が出される前から既に、各クラブで自主的にユダヤ系選手・役員の追放が行われており、DFBはサッカー雑誌上で「ユダヤ民族とマルクス主義者はスポーツクラブ会員として認められない」と発表していた。
ピッチ上に目を向けると、DM1932-1933は西部ドイツ勢の大きな飛躍の大会だった。これまでは1913年のデュースブルガーSpVの準優勝が最高成績だったが、今年は西部王者FCシャルケ04と西部準王者フォルトゥナ・デュッセルドルフによる西部対決が決勝戦で実現した。フォルトゥナは今大会19得点0失点で優勝し、これが20世紀における最初で最後のドイツ制覇となった。ちなみに、昨年度決勝の南部対決と構図は同じである。西部決勝で顔を合わせたばかりの両雄が全国決勝で再戦、そして地域決勝とは逆の結果になった。

## 出場クラブ[2]
| クラブ                                             | 出場資格                                                            |
| SVプルシア＝ザムラント・ケーニヒスベルク           | バルティッシェ・フースバルマイスターシャフト1932-1933優勝           |
| SVヒンデンブルク・アレンシュタイン                 | バルティッシェ・フースバルマイスターシャフト1932-1933準優勝         |
| ボイテナーSuSV                                     | ズュートオストドイチェ・フースバルマイスターシャフト1932-1933優勝   |
| フォアヴェルツ＝ラーゼンシュポルト・グライヴィッツ | ズュートオストドイチェ・フースバルマイスターシャフト1932-1933準優勝 |
| ヘルタBSC                                          | ベルリナー・フースバルマイスターシャフト1932-1933優勝               |
| BFCヴィクトリア1889                                | ベルリナー・フースバルマイスターシャフト1932-1933準優勝             |
| ドレスナーSC                                       | ミッテルドイチェ・フースバルマイスターシャフト1932-1933優勝         |
| PSVケムニッツ                                      | ミッテルドイチャー・ポカール1932-1933準優勝                         |
| ハンブルガーSV                                     | ノルトドイチェ・フースバルマイスターシャフト1932-1933優勝           |
| SVアルミニア・ハノーファー                         | ノルトドイチェ・フースバルマイスターシャフト1932-1933準優勝         |
| FCシャルケ04                                       | ヴェストドイチェ・フースバルマイスターシャフト1932-1933優勝         |
| フォルトゥナ・デュッセルドルフ                     | ヴェストドイチェ・フースバルマイスターシャフト1932-1933準優勝       |
| VfLベンラート                                      | ヴェストドイチャー・フェアバンツポカール1932-1933優勝               |
| FSVフランクフルト                                  | ズュートドイチェ・フースバルマイスターシャフト1932-1933優勝         |
| SV1860ミュンヘン                                   | ズュートドイチェ・フースバルマイスターシャフト1932-1933準優勝       |
| アイントラハト・フランクフルト                     | ズュートドイチェ・フースバルマイスターシャフト1932-1933三位         |

## ラウンドオブ16
| 開催日        | 試合                               | 試合 | 試合                                     | 結果               | 会場                                                         |
| 1933年5月7日  | ハンブルガーSV                     | –    | アイントラハト・フランクフルト           | 1–4 (0–2)          | ハンブルク, シュターディオン・ホーエルフト                   |
| 1933年5月7日  | VfLベンラート                      | –    | TSV1860ミュンヘン                        | 0–2 (0–2)          | ケルン, ミュンガースドルファー・シュタディオン               |
| 1933年5月7日  | フォルトゥナ・デュッセルドルフ     | –    | フォアヴェルツRaSpoグライヴィッツ        | 9–0 (3–0)          | デュッセルドルフ, ラインシュタディオン                       |
| 1933年5月7日  | ドレスデナーSC                     | –    | SVアルミニア・ハノーファー               | 1–2 aet (0–1, 1–1) | ドレスデン, シュターディオン・アム・オストラーゲヘーゲ       |
| 1933年5月7日  | ボイテナーSuSV                     | –    | SVプルシア＝ザムラント・ケーニヒスベルク | 7–1 (3–1)          | ボイテン, ヒンデンブルク＝シュターディオン                   |
| 1933年5月7日  | FSVフランクフルト                  | –    | PSVケムニッツ                            | 6–1 (1–1)          | フランクフルト・アム・マイン, リーダーヴァルトシュタディオン |
| 1933年5月7日  | SVヒンデンブルク・アレンシュタイン | –    | ヘルタBSC                                | 4–1 (2–0)          | アレンシュタイン, ヴァルトシュタディオン                     |
| 1933年5月14日 | FCシャルケ04                       | –    | BFCヴィクトリア1889                      | 4–1 (1–0)          | ドルトムント, カンプフバーン・ローテ・エアデ                 |

## 準々決勝
| 開催日        | 試合                           | 試合 | 試合                               | 結果       | 会場                                                 |
| 1933年5月21日 | SVアルミニア・ハノーファー     | –    | フォルトゥナ・デュッセルドルフ     | 0–3 (0–2)  | ハノーファー, ヒンデンブルク=カンプフバーン          |
| 1933年5月21日 | アイントラハト・フランクフルト | –    | SVヒンデンブルク・アレンシュタイン | 12–2 (7–0) | フランクフルト・アム・マイン, ヴァルトシュタディオン |
| 1933年5月21日 | FCシャルケ04                   | –    | FSVフランクフルト                  | 1–0 (0–0)  | エッセン, シュタディオン・ウーレンクルーク           |
| 1933年5月21日 | TSV1860ミュンヘン              | –    | ボイテナーSuSV                     | 3–0 (2–0)  | ニュルンベルク, シュテーティッシェス・シュタディオン |

## 準決勝
| 開催日        | 試合                           | 試合 | 試合                           | 結果      | 会場                                               |
| 1933年5月28日 | フォルトゥナ・デュッセルドルフ | –    | アイントラハト・フランクフルト | 4–0 (1–0) | ベルリン, Platz des BFC Preussen                   |
| 1933年5月28日 | FCシャルケ04                   | –    | TSV1860ミュンヘン              | 4–0 (1–0) | ライプツィヒ, プロープスタイダー・シュターディオン |

## 決勝
| 開催日        | 試合                           | 試合 | 試合         | 結果      | 会場                                           | 観客数 |
| 1933年6月11日 | フォルトゥナ・デュッセルドルフ | –    | FCシャルケ04 | 3-0 (1–0) | ケルン, ミュンガースドルファー・シュタディオン | 60,000 |

| フォルトゥナ・デュッセルドルフ      |    |                                         |
|                                     |    |                                         |
|                                     | 1  | ヴィリ・ペーシュ                        |
|                                     | 2  | クアト・トラウトヴァイン (サッカー選手) |
|                                     | 3  | パウル・ヤネス                          |
|                                     | 4  | パウル・ボーネフェルト                  |
|                                     | 5  | ヤーコプ・ベンダー                      |
|                                     | 6  | パウル・メール 70分                     |
|                                     | 7  | ゲオーク・ホーホゲザン 85分             |
|                                     | 8  | テオ・ブロイアー (サッカー選手)         |
|                                     | 9  | フェリックス・ツヴォラノフスキ 10分     |
|                                     | 10 | ヴィリ・ヴィーゴールト                  |
|                                     | 11 | スタニスラウス・コビーアスキ            |
| 監督                                |    |                                         |
| ハインリヒ・ケアナー (サッカー選手) |    |                                         |

| FCシャルケ04                    |    |                                   |
|                                 |    |                                   |
|                                 | 1  | ヘアマン・メラゲ                  |
|                                 | 2  | フェアディナント・ツァイオンス    |
|                                 | 3  | フリッツ・ヴォールゲムート        |
|                                 | 4  | オットー・ティブルスキー          |
|                                 | 5  | ヘアマン・ナットケンパー          |
|                                 | 6  | ハンス・ボーネマン (サッカー選手) |
|                                 | 7  | ヴァレンティン・プシビュルスキ    |
|                                 | 8  | エミル・ロートハート              |
|                                 | 9  | フリッツ・シェパン                |
|                                 | 10 | ハンス・ローゼン (サッカー選手)   |
|                                 | 11 | エアンスト・クーツォアラ          |
| 監督                            |    |                                   |
| クアト・オットー (サッカー選手) |    |                                   |

|  |  |

## 得点ランキング[7]
| 選手 | 選手                           | クラブ                         | 試合数 | 得点数 |
| ---- | ------------------------------ | ------------------------------ | ------ | ------ |
| 1.   | カール・エーマー               | アイントラハト・フランクフルト | 3      | 6      |
| 2.   | ゲオーク・ホーホゲザン         | フォルトゥナ・デュッセルドルフ | 4      | 5      |
| 2.   | パウル・メール                 | フォルトゥナ・デュッセルドルフ | 4      | 5      |
| 2.   | フェリックス・ツヴォラノフスキ | フォルトゥナ・デュッセルドルフ | 4      | 5      |
| 5.   | アオゴスト・メプス             | アイントラハト・フランクフルト | 3      | 4      |